# Ernst Thorin
Ernst Gabriel Thorin, född den 21 oktober 1869 i Göteborg, död där den 9 december 1943, var en svensk ämbetsman.
Thorin blev student vid Lunds universitet 1888 och avlade examen till rättegångsverken där 1891. Han blev landskanslist i Göteborgs och Bohus län 1894, extra länsnotarie där 1899 och ordinarie 1901. Thorin var sekreterare och revisor för handläggningen av ärenden rörande karantänsinrättningen på Känsö 1900–1901 och 1904–1915 samt sekreterare vid Göteborgs och Bohus läns landsting 1907–1915. Han var landssekreterare i Östergötlands län 1915–1918 och i Göteborgs och Bohus län 1918–1935. Thorin var ordförande i Göteborgs och Bohus läns hushållningssällskaps egnahemsnämnd 1925–1940 och i Emily Wijks stiftelse 1920–1940. Han blev riddare av Nordstjärneorden 1920 och kommendör av andra klassen av samma orden 1930.